# Рипень (річка)
Ри́пень — річка в Україні, в межах Путильського району Чернівецької області. Ліва притока Путилки (басейн Пруту). 

## Опис
Довжина 11 км, площа водозбірного басейну 34 км². Похил річки 51 м/км. Річка типово гірська — з вузькою і глибокою долиною, кам'янистим дном та численними перекатами. Річище слабозвивисте. 

## Розташування
Рипень бере початок біля східної околиці села Випчина. Тече між горами північно-східної частини масиву Яловичорські гори спершу переважно на північ, у пониззі — на північний схід. Впадає до Путилки на південний схід від смт Путила. 

## Притоки
- Полонистий (права).